# Семенишин, Владимир Григорьевич
Владимир Григорьевич Семенишин (15 июня 1910 — 29 сентября 1943) — командир 298-го истребительного авиационного полка 219-й бомбардировочной авиационной дивизии 4-й воздушной армии Северо-Кавказского фронта, подполковник. Герой Советского Союза.

## Биография
Родился 15 июня 1910 года в Санкт-Петербурге в семье рабочего. Русский. Член ВКП(б) с 1937 года. Окончил 7 классов. Работал шофёром.
В Красной Армии с 1932 года. Окончил школу механиков-водителей, а в 1936 году — Качинскую военно-авиационную школу пилотов. Проходил службу в частях Дальневосточного и Западного особого военных округов.
Участник советско-финской войны 1939—1940 годов.
На фронтах Великой Отечественной войны с июня 1941 года. Участвовал в боях под Белой Церковью, Ростовом, Таганрогом. С июня 1941 года по 11 мая 1942 года Владимир Семенишин летал на И-16. 11 мая 1942 года он был тяжело ранен, выполняя очередной боевой вылет над Кубанью. Раненый лётчик с трудом привёл повреждённый самолёт на свой аэродром. Несколько месяцев Владимир Семенишин провёл в госпиталях. После излечения его направили в 25-й запасной авиационный полк, затем он получил должность штурмана 298-го истребительного авиационного полка, одновременно ему присвоили воинское звание майор. Штурман 298-го истребительного авиационного полка майор Владимир Семенишин к маю 1943 года совершил 136 боевых вылетов, в 29 воздушных боях лично сбил 8 и в паре 7 самолётов противника.
Указом Президиума Верховного Совета СССР «О присвоении звания Героя Советского Союза начальствующему составу Военно-Воздушных сил Красной Армии» от 24 мая 1943 года за  «образцовое выполнение боевых заданий командования на фронте борьбы с немецкими захватчиками и проявленные при этом отвагу и геройство» удостоен звания Героя Советского Союза с вручением ордена Ленина и медали «Золотая Звезда».
18 июля 1943 года Владимира Семенишина назначили командиром полка вместо подполковника И. А. Тараненко, через несколько дней он сам получил звание подполковника. 298-й истребительный авиационный полк был преобразован в 104-й гвардейский истребительный авиационный полк. 29 сентября 1943 года подполковник В. Г. Семенишин в составе группы вёл бой с превосходящими силами противника. Сбил 3 самолёта, но и его самолёт сам был сбит. Подполковник пытался покинуть свою горящую «Аэрокобру», но повреждённый парашют не раскрылся. Лётчик упал на нейтральной территории. Двое суток фашисты не подпускали к телу лётчика наших пехотинцев, которые в свою очередь также вели огонь, чтобы фашисты не овладели телом советского аса. Тело Героя удалось вынести только ночью. Похоронен в парке города Мариуполь Донецкой области Украины.
Всего за годы войны В. Г. Семенишин совершил более 300 боевых вылетов, сбив 15 самолётов противника лично и 11 в группе.

## Награды
Награждён двумя орденами Ленина, орденами Красного Знамени, Отечественной войны 1-й степени.